# Municipio de Quitupan
El municipio de Quitupan es un municipio de la Región Sureste del estado de Jalisco, México. Su cabecera es la localidad de Quitupan. Se encuentra aproximadamente a 97 km al sur de Guadalajara. Según el II Conteo de Población y Vivienda de 2005, el municipio tenía 8,491 habitantes. Su extensión territorial es de 616.19 km² y la población se dedica principalmente al sector primario.

## Toponimia
La palabra Quitupan proviene de la unión de los vocablos náhuatl,"Quitoa" o "Quitla"; lo cual se interpreta como: "lugar donde se hicieron declaraciones o tratados", "lugar que está encima" o "lugar donde se determinó algo importante".

## Historia
La formal fundación indígena del pueblo coincide precisamente con la concentración del tratado de paz entre tarascos y aborígenes, (diez años antes de la llegada del conquistador Hernán Cortés), a raíz de la Guerra del Salitre. En cuanto al núcleo de población, bien podría ya haber existido entonces, por pequeña que fuera, puesto que todavía en 1580 la encontramos integrada por 30 familias solamente.
La conquista la realizó Alonso de Ávalos. Los aborígenes de Quitupan se mostraron sumisos y él por su parte reconoció el cacicazgo. En 1522 llega a estos lugares Cristóbal de Olid, enviado por Cortés, tomando para sí todas esas tierras y pueblos. Por su parte Nuño de Guzmán llegó en 1530, empadronó a los naturales y recibió nueva obediencia. La evangelización fue obra de los franciscanos. En 1530 fray Martín de Jesús empezó a predicar, continuando la tarea apostólica en 1532 fray Juan de Padilla y Fray Miguel de Bolonia. El virrey Antonio de Mendoza visitó de paso la población, cuando vino la pacificación de los territorios sublevados después de la llamada Guerra del Mixtón.
En la segunda mitad del siglo XIX y principios del siglo XX, la región fue teatro de varios hechos de armas en los enfrentamientos entre conservadores y liberales, la Intervención Francesa, la revolución de 1920 y la Guerra Cristera. El día 28 de octubre de 1870 fue erigido en municipio. Su primer presidente fue Francisco Lorenzo González. De 1825 hasta 1878 perteneció al 4° Cantón de Sayula y a partir de esta fecha al 9° de Ciudad Guzmán.

## Descripción geográfica

### Ubicación
Quitupan se localiza al sureste del estado, entre las coordenadas 19° 39′ 20″ a los 19º 58' 10" de latitud norte, y a los 102° 45′ a 103° 1′ de longitud oeste; a una altitud de 1593 metros sobre el nivel del mar.
El municipio colinda al norte con el municipio de Valle de Juárez y el estado de Michoacán; al este con el estado de Michoacán; al sur con el estado de Michoacán y el municipio de Santa María del Oro; al oeste con los municipios de Santa María del Oro y Valle de Juárez.

### Orografía
Más de la mitad de su superficie (55%) está conformada por zonas accidentadas, con alturas que van de los 1,800 a los 2,100 metros sobre el nivel del mar; formando parte de la sierra de Mazamitla. Las tierras semiplanas se encuentran en una porción de un cuarto de superficie (25%), son lomas y laderas con alturas que van de los 1,650 a los 1,800 m s. n. m. El resto de la superficie (20%) son tierras planas, con alturas que van de los 1,550 a los 1,650 m s. n. m.
Suelos. El territorio está constituido por terrenos que pertenecen al periodo terciario. La composición de los suelos es de tipos predominantes Feozem Háplico, Vertisol Crómico, Acrisol Eutrico, Luvisol Crómico y Cambisol Crómico. El municipio tiene una superficie territorial de 65,831 hectáreas, de las cuales 10,585 son utilizadas con fines agrícolas, 16,221 en la actividad pecuaria, 34,653 son de uso forestal y 160 hectáreas son de suelo urbano, no especificándose el uso de 4,212. En lo que a la propiedad se refiere, una extensión de 36,214 hectáreas es privada y otra de 25,405 es ejidal; no existiendo propiedad comunal. De 4,212 hectáreas no se especifica el tipo de propiedad.

### Hidrografía
El municipio pertenece a la región hidrológica Balsas. Sus recursos hidrológicos son proporcionados por los ríos: El Cuervo, Quitupan y de Huertas; además por los arroyos: Los Sustos, La Conejera, Paso Hondo, El Aguacate, Los Fresnos, El Cascan, El Salto, Zapotal, Lajas, y Agua Blanca. También están La Laguna de Guadalupe y los manantiales termales: Agua Caliente, La Zarzamora, Aguacatillo y Palo Herrado.

### Clima
El clima es semiseco, con invierno y primavera seco, y semicálido, sin cambio térmico invernal bien definido. La temperatura media anual es de 19°C, con máxima de 30.71 °C y mínima de 7.5 °C. El régimen de lluvias se registra entre los meses de junio, julio y agosto, contando con una precipitación media de 807.3 milímetros. El promedio anual de días con heladas es de 14.2. Los vientos dominantes son en dirección del este y suroeste.

### Flora y fauna
Las zonas boscosas están cubiertas con pino, encino y madroño, las lomas y las laderas están cubiertas por pastos y vegetación baja espinosa, huizache, palo dulce y granjeno. Cuenta con aproximadamente 34,653 hectáreas de bosque, principalmente de pino, encino y granjeno.
El venado, el conejo, la liebre, el alcon, el águila el gavilán y algunos reptiles y especies menores habitan este lugar.

## Demografía

### Localidades
En el censo de 2020 el municipio de Quitupan contaba con 107 localidades.
| Código INEGI      | Localidad         | Población (2020) |
| ----------------- | ----------------- | ---------------- |
| 140690001         | Quitupan          | 1 466            |
| 140690059         | San Diego         | 1 268            |
| Otras localidades | Otras localidades | 5 000            |
| Total municipal   | Total municipal   | 7 734            |

## Economía

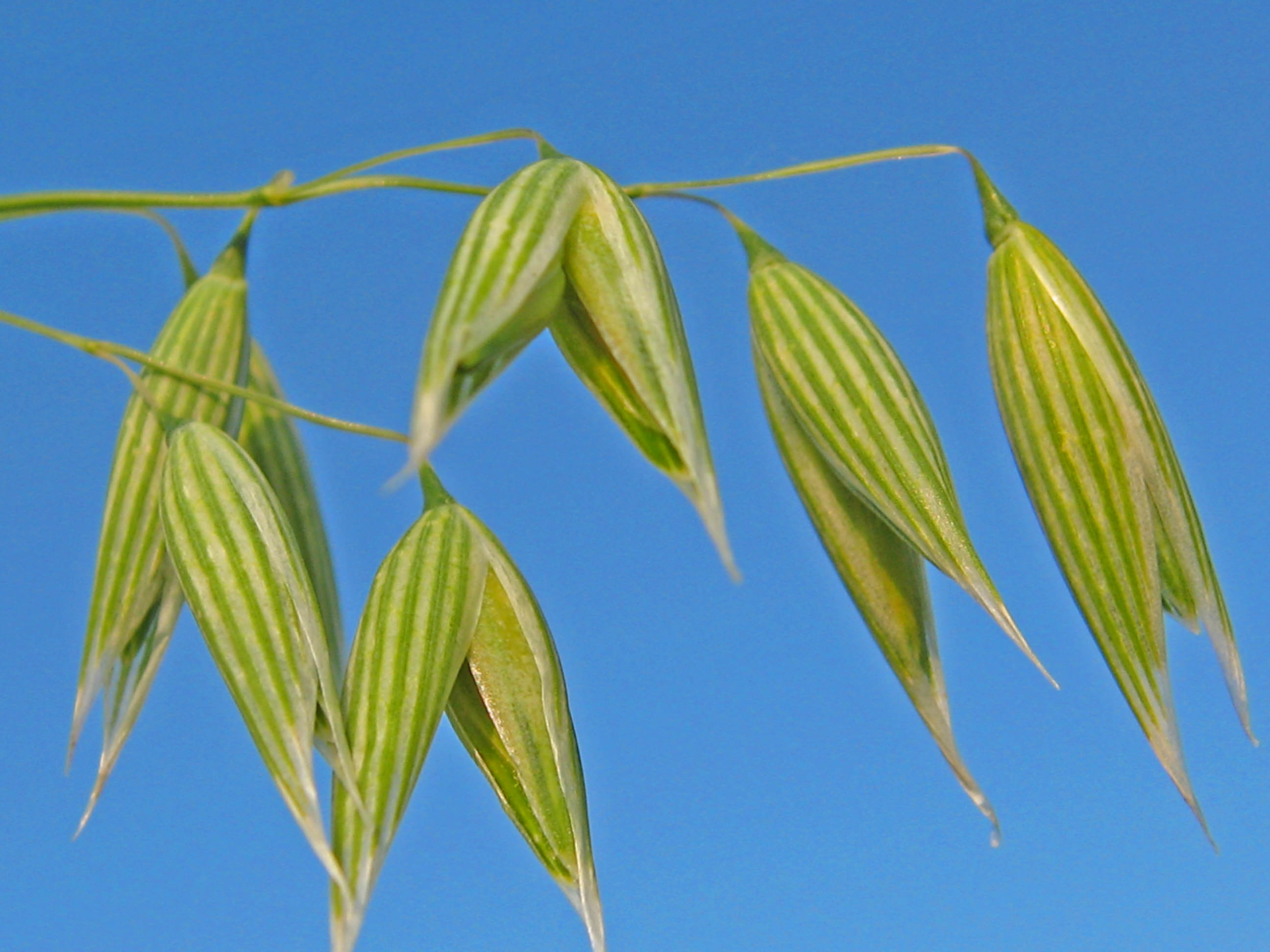
La avena se cultiva en el municipio.

El 54.61% de los habitantes se dedica al sector primario, el 15.82% al sector secundario, el 23.61% al sector terciario y el resto no se específica. El 52.56% de la población se encuentra económicamente activa. Las principales actividades económicas son: agricultura y ganadería.
- Ganadería: Se cría ganado bovino, caprino y porcino. Además de aves y colmenas.
- Agricultura: Destacan el maíz, garbanzo, avena, sorgo, trigo, cebolla, chile y cebada.
- Comercio: Predominan los establecimientos dedicados a la venta de productos de primera necesidad y los comercios mixtos que venden artículos diversos.
- Servicios: Se prestan servicios técnicos, comunales, sociales, personales y de mantenimiento.
- Minería: Cuenta con yacimientos (sin explotar) de plata y piedra caliza.
- Explotación forestal: Se explota el pino.

## Infraestructura
- Educación

El 88.32% de la población es alfabeta, de los cuales el 65.78% ha terminado la educación primaria. El municipio cuenta con 10 preescolares, 60 primarias, 5 secundarias y 2 preparatorias.
- Salud

La atención a la salud es atendida por la Secretaría de Salud, el Instituto Mexicano del Seguro Social, y por médicos particulares. El Sistema para el Desarrollo Integral de la Familia (DIF) se encarga del bienestar social. Cuenta con 1 centro médico general, 30 casas de salud, 3 módulos y 4 unidades de salud.
- Deporte

El municipio cuenta con centros deportivos que tienen en su conjunto instalaciones adecuadas para llevar a cabo diversos deportes como fútbol, voleibol, basquetbol y juegos infantiles. Además posee plaza cívica, jardines, plaza de toros, cine, centro cultural, parques, biblioteca y centros recreativos.
- Vivienda

Según el II Conteo de Población y Vivienda de 2005 del INEGI, cuenta con 2,239 viviendas, las cuales generalmente son privadas. El 100% tiene servicio de electricidad, el 100% tiene servicio de drenaje y agua potable. Su construcción es generalmente a base de adobe, tabique, ladrillo y/o teja.
- Servicios

El municipio cuenta con servicios de agua potable, alumbrado público, rastros, cementerios, alcantarillado, aseo público, seguridad pública, mercados, parques, jardines y centros deportivos.
En cuanto a los servicios básicos, el 100% de los habitantes disponen de agua potable, el 100% de alcantarillado y el 100% de energía eléctrica.
- Medios y vías de comunicación

Cuenta con correo, teléfono, servicio de radiotelefonía, telégrafo, fax, señal de radio, televisión y celular. La transportación foránea se efectúa a través de la carretera Guadalajara-Quitupan. Cuenta con una red de caminos rurales que comunican las localidades. La transportación se realiza en autobuses públicos o vehículos de alquiler y particulares.

## Demografía
Según el II Conteo de Población y Vivienda del INEGI, el municipio tiene 8,491 habitantes, de los cuales 3,833 son hombres y 4,658 son mujeres; el 0.45% de la población son indígenas purépechas.
| 14,592                     | 12,697 | 11,528 | 8,491 |
| (Fuente: [cita requerida]) |        |        |       |

### Religión
El 62.32% profesa la religión católica; sin embargo, también hay creyentes de los Testigos de Jehová, Protestantes, Adventistas del Séptimo Día, Musulmanes, Budistas, entre otras doctrinas. El 18.58% de los habitantes ostentaron no practicar religión alguna, es decir ateos.

## Cultura

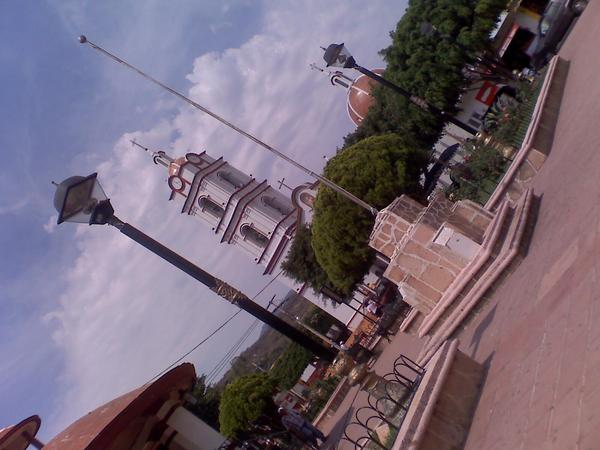
Plaza de Quitupan.

- Gastronomía: Destaca el pozole, la birria, el mole colorado, mole de espinazo, tamales y enchiladas ; de sus bebidas, el mezcal de olla, agua miel, tequila ranchero, champurrado, atole dulce, de masa y de aguamiel, pulque, nieve de garrafa, tostadas de lomo con salsa especial, etc.
- Trajes típicos: Para el hombre el traje de charro y para la mujer el vestido de china poblana, o bien vestimentas de manta estilo indígena huichol.

### Sitios de interés
| Arquitectura - Iglesias y haciendas coloniales. - Parroquia de la Candelaria y del Señor de la Misericordia. - Viviendas antiguas. - Puentes. - Portales. Lagos y lagunas - Laguna de Guadalupe. También llamada popularmente de El Quiringual, debido a que 3/4 de la laguna colindan con el pueblo El Quiringual. |

### Fiestas
Fiestas civiles
- Aniversario de la Independencia de México: 16 de septiembre.
- Aniversario de la Revolución mexicana: El 20 de noviembre.
- Aniversario de la Elevación a municipio: 28 de octubre.

Fiestas religiosas
- Semana Santa: jueves y viernes Santos.
- Guadalupanas. 12 de diciembre.
- Fiesta en honor de la Santa Cruz: 3 de mayo.
- Fiesta en honor al Señor de la Misericordia: del 29 de diciembre al 6 de enero.
- Fiesta en honor de La Candelaria: Del 29 de enero al 6 de febrero.

### Personas destacadas
| Roberto Flores Moreno             | Químico teórico                                  |
| Ignacio Jacobo Magaña             | Rector de la UDG, Gobernador Interino de Jalisco |
| Mayor Rafael Anaya Silva          | Militar de carrera 1890 - 1921                   |
| Monseñor Rafael Guizar y Valencia | Beato                                            |
| Ramón Ortega Contreras            | Compositor 1924- 2007                            |
| Alexis Barajas Barajas            | Activista Político, Economista                   |
| José Barragán Barragán            | Escritor                                         |
| José Ma. Buenrostro               | Coronel                                          |

## Gobierno
Forma de gobierno es democrática y depende del gobierno estatal y federal; se realizan elecciones cada 3 años, en donde se elige al presidente municipal y su gabinete. El presidente municipal es Rogelio Contreras Godoy, militante del Partido Movimiento Ciudadano, el cual fue elegido en las elecciones del 1 de julio del 2018.
A continuación su Gabinete
| Rogelio Contreras Godoy            | Presidente Municipal                                                                                     |
| Eduardo Espinoza Marin             | Secretario General del Ayuntamiento                                                                      |
|                                    | Sindico Municipal                                                                                        |
|                                    | Regidor de Promoción Forestal, Ecología, Saneamiento y Acción, Medio Ambiente                            |
|                                    | Regidor de Protección Civil, Plantación Socioeconómica y Urbana                                          |
|                                    | Regidor de Promoción y Fomento Agropecuario, Cementerios, Calles, Calzadas y Nomenclatura                |
|                                    | Regidor de Derechos Humanos y Equidad de Género, Inspección , Vigilancia y Rastro, Aseó Público          |
| Francisco Javier Torres Hernández  | Regidor de Parques, Jardines, Ornatos, Habitación Popular, Pesca.                                        |
| José Joaquín Barajas Salcedo       | Regidor de Educación, Festividades Cívicas, Promoción Cultural, Crónica Municipal, Salubridad e Higiene. |
| Tarcila Barragán Salcedo           | Regidor de Asistencia Social y Transparencia.                                                            |
| Carlos Alberto R.Esparza Contreras | Director de Fomento Agropecuario y Económico.                                                            |
| José de Jesús Morales Barragán     | Encargado de la Hacienda Pública Municipal                                                               |
|                                    | Secretario Particular                                                                                    |
| Sara Elena Dimas                   | Oficial Mayor                                                                                            |

El municipio cuenta con 134 localidades, siendo las más importantes: Quitupan,San Diego, La Guadalupe, San Francisco, San Antonio, El Montoso y Plan de Cervantes.